# Pfarrhaus (Veitsaurach)

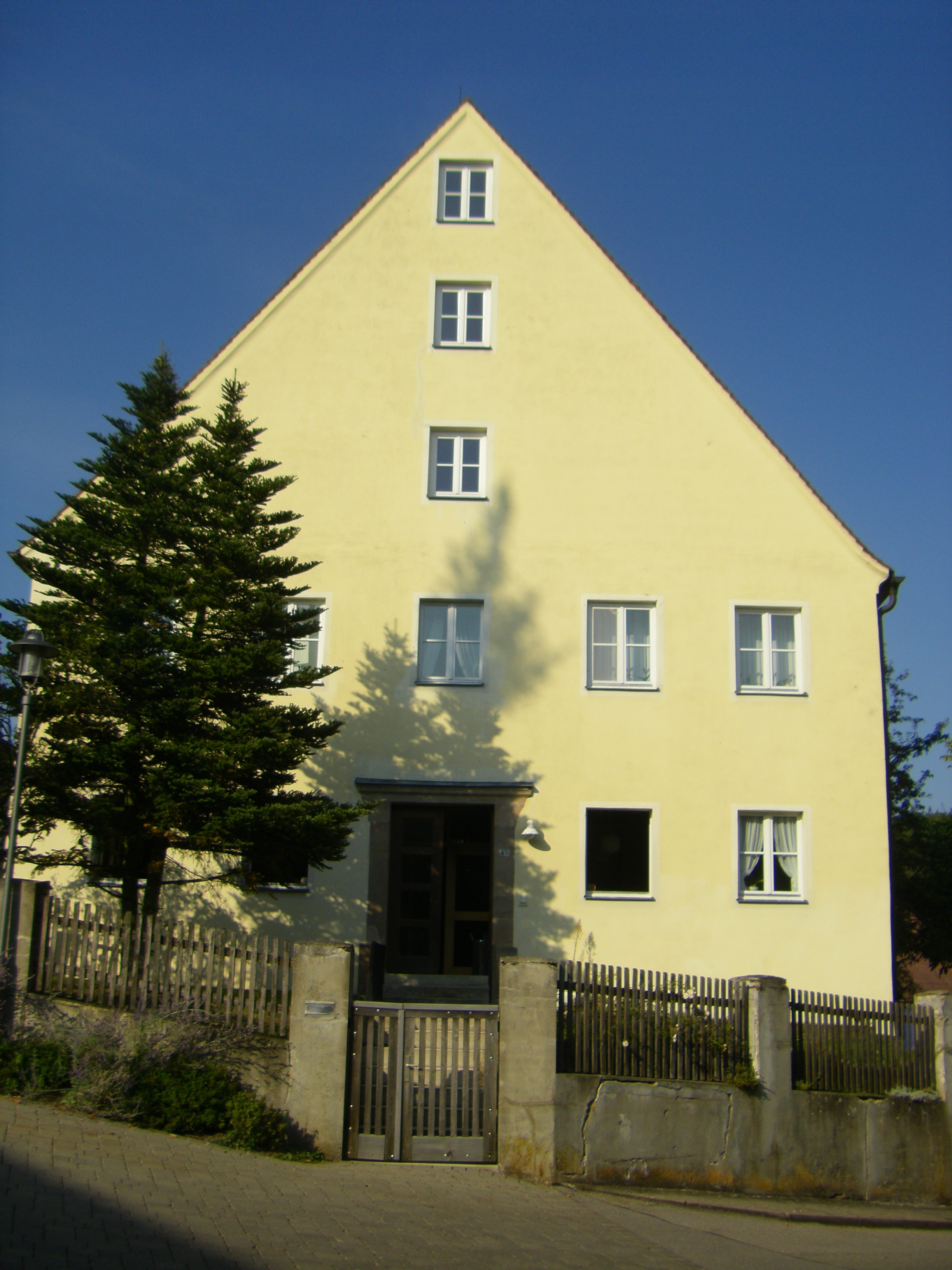
Pfarrhaus in Veitsaurach

Das Pfarrhaus in Veitsaurach, einem Stadtteil von Windsbach im mittelfränkischen Landkreis Ansbach in Bayern, wurde um 1700 errichtet. Das Pfarrhaus mit der Adresse Veitsaurach K5 ist ein geschütztes Baudenkmal.
Der zweigeschossige massive Satteldachbau besitzt eine Türumrahmung aus Sandstein.